# Aaron Scott (football)
Pour les articles homonymes, voir Scott et Aaron Scott.
Aaron Scott, né le 18 juillet 1986, est un footballeur international néo-zélandais évoluant au poste de défenseur.
Il compte quatre sélections en équipe nationale, il a participé aux Jeux olympiques d'été de 2008.